# Пошехоње
Пошехоње (рус. Пошехо́нье) град је у Русији у Јарославској области.

## Становништво
| 1939. | 1959. | 1970. | 1979. | 1989. | 2002. | 2010. |
| ----- | ----- | ----- | ----- | ----- | ----- | ----- |
| 6.900 | 7.853 | 8.010 | 7.834 | 8.042 | 6.973 | 6.084 |